# Cyperus seemannianus
Cyperus seemannianus är en halvgräsart som beskrevs av Johann Otto Boeckeler. Cyperus seemannianus ingår i släktet papyrusar, och familjen halvgräs. Inga underarter finns listade i Catalogue of Life.